# Joan Román
Joan Ángel Román Ollé, znany też jako Goku Roman (ur. 18 maja 1993 w Reus) – hiszpański piłkarz występujący na pozycji pomocnika w polskim klubie Wieczysta Kraków. 
Wychowanek Espanyolu, w swojej karierze grał także w takich zespołach jak FC Barcelona B, Villarreal CF, CD Nacional, Śląsk Wrocław, AEL Limassol, Panetolikos GFS, Podbeskidzie Bielsko-Biała oraz Wisła Kraków. Reprezentant Hiszpanii do lat 16.

## Sukcesy

### Wisła Kraków
- Puchar Polskiː 2023/2024

## Statystyki kariery
(aktualne na dzień 14 listopada 2020)
| Klub                 | Sezon              | Liga                      | Liga  | Liga   | Puchar kraju | Puchar kraju | Puchar ligi | Puchar ligi | Europa | Europa | Suma  | Suma   |
| Klub                 | Sezon              | Liga                      | Mecze | Bramki | Mecze        | Bramki       | Mecze       | Bramki      | Mecze  | Bramki | Mecze | Bramki |
| -------------------- | ------------------ | ------------------------- | ----- | ------ | ------------ | ------------ | ----------- | ----------- | ------ | ------ | ----- | ------ |
| FC Barcelona B       | 2012/13            | Segunda División          | 22    | 2      | –            | –            | –           | –           | –      | –      | 22    | 2      |
| FC Barcelona B       | 2013/14            | Segunda División          | 16    | 2      | –            | –            | –           | –           | –      | –      | 16    | 2      |
| Villarreal CF (wyp.) | 2013/14            | Primera División          | 2     | 0      | 0            | 0            | –           | –           | –      | –      | 2     | 0      |
| FC Barcelona B       | 2014/15            | Segunda División          | 32    | 5      | –            | –            | –           | –           | –      | –      | 32    | 5      |
| SC Braga             | 2015/16            | Primeira Liga             | 6     | 1      | 0            | 0            | 1           | 0           | 0      | 0      | 7     | 1      |
| CD Nacional (wyp.)   | 2015/16            | Primeira Liga             | 6     | 0      | 0            | 0            | 2           | 0           | –      | –      | 8     | 0      |
| Śląsk Wrocław (wyp.) | 2016/17            | Ekstraklasa               | 12    | 1      | 1            | 0            | –           | –           | –      | –      | 13    | 1      |
| AEL Limassol         | 2017/18            | Protathlima A’ Kategorias | 11    | 2      | 0            | 0            | –           | –           | –      | –      | 11    | 2      |
| AEL Limassol         | 2018/19            | Protathlima A’ Kategorias | 5     | 2      | 0            | 0            | –           | –           | –      | –      | 5     | 2      |
| Miedź Legnica        | 2018/19            | Ekstraklasa               | 12    | 5      | 0            | 0            | –           | –           | –      | –      | 12    | 5      |
| Panetolikos GFS      | 2019/20            | Superleague Ellada        | 7     | 0      | 2            | 1            | –           | –           | –      | –      | 9     | 1      |
| Miedź Legnica        | 2019/20            | I liga                    | 15    | 3      | 1            | 0            | –           | –           | –      | –      | 16    | 3      |
| Miedź Legnica        | 2020/21            | I liga                    | 8     | 4      | 1            | 0            | –           | –           | –      | –      | 9     | 4      |
| Ogólnie w karierze   | Ogólnie w karierze | Ogólnie w karierze        | 154   | 27     | 5            | 1            | 3           | 0           | 0      | 0      | 162   | 28     |